# Liste des monuments aux morts du 3e arrondissement de Paris

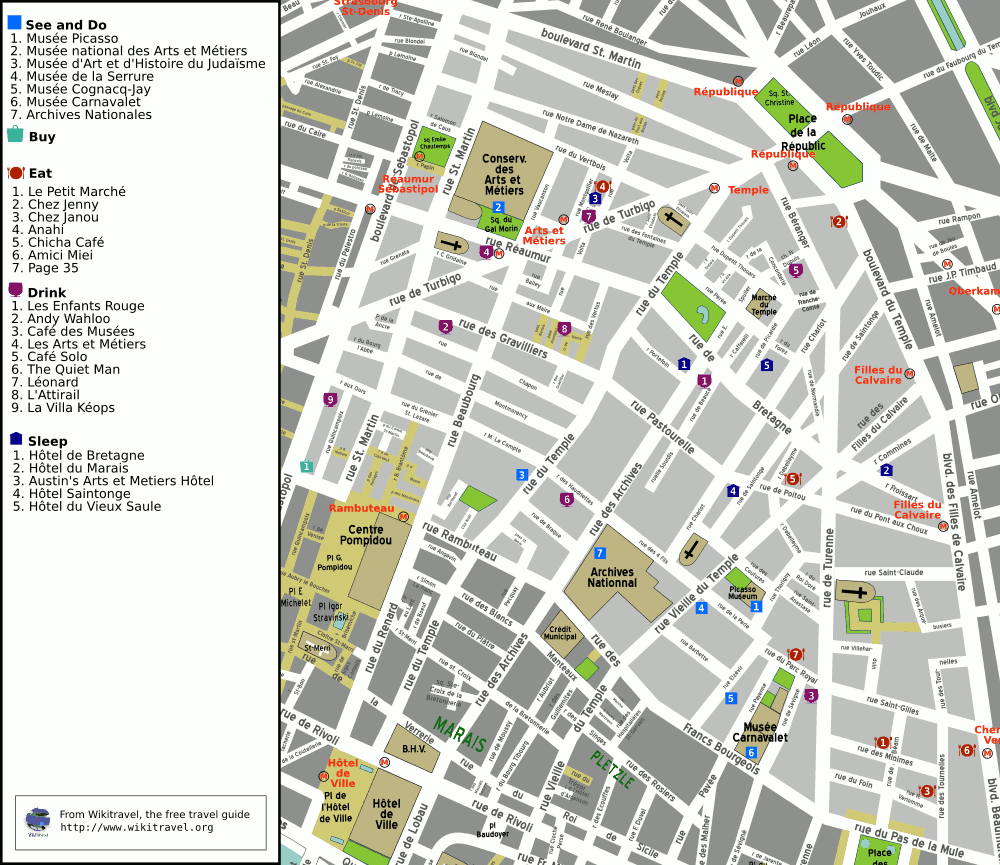
Plan du 3e arrondissement de Paris.

Cet article recense les monuments aux morts du 3e arrondissement de Paris, en France.

## Liste
- Monuments :

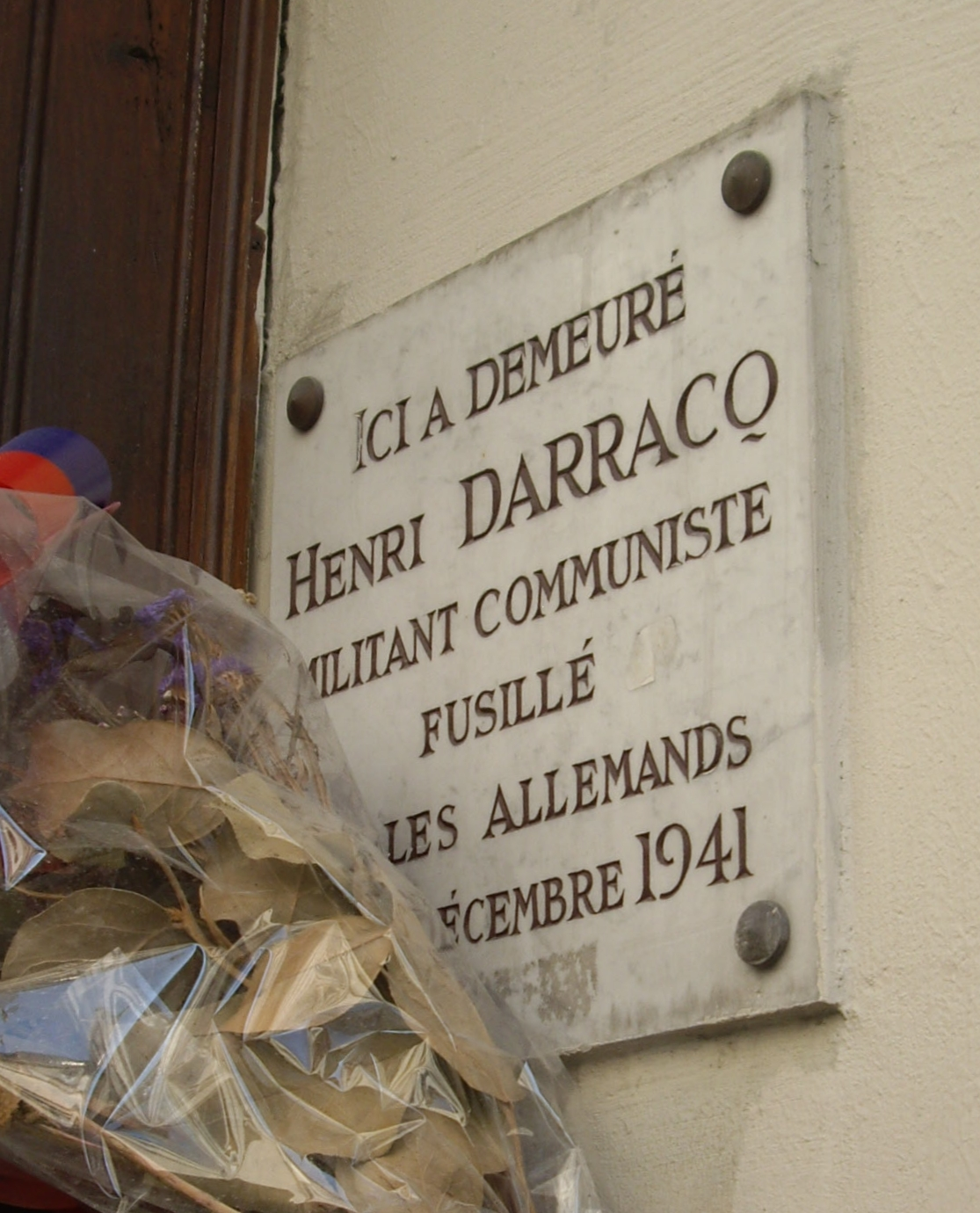
Plaque à la mémoire d'Henri Darracq, 3 rue Sainte-Anastase.

  - Monument aux morts du 3e arrondissement (1984)[1].

- Plaques et stèles :
  - Affiche rouge (19 rue au Maire)
  - Déportation au vélodrome d'Hiver (64 rue de Bretagne)
  - Édifices religieux, mémoriaux de la Première Guerre mondiale :
    - Église Saint-Denys-du-Saint-Sacrement
    - Église Saint-Nicolas-des-Champs
    - Église Sainte-Élisabeth-de-Hongrie

  - Groupe Sébastopol (48 boulevard de Sébastopol)
  - Monuments aux morts (poste de police du 3e arrondissement)
  - Syndicat des marchands du carreau du temple (carreau du Temple)

- Plaques individuelles, morts de la Seconde Guerre mondiale :
  - René Aaron, Jeanne Saks, Joseph Saks (synagogue Nazareth)
  - Xavier-Ange Alessandri (43 rue Meslay)
  - Maurice Bassis (130 rue Vieille-du-Temple)
  - Albert Béal, Marcel Bisiaux, Henri Khayatti, Adjudant Carron et soldat inconnu (168 rue du Temple)
  - Georges Blariaux (66 rue des Gravilliers)
  - Paulette Buchman (39 rue Chapon)
  - François Chavanon (8 rue Réaumur)
  - Henri Chevessier (passage des Gravilliers)
  - Henri Darracq (3 rue Sainte-Anastase)
  - Georges Dudach (10 rue Sainte-Anastase)
  - Pierre Dupont, Maurice Lamy (29 boulevard Saint-Martin)
  - Lucien Gohier (1 place de la République)
  - Roger Guimet (29 boulevard du Temple)
  - Émile Jeanne (place de la République)
  - Fernand Klaimitz (7 rue Villehardouin)
  - Albert Kouliche, David Kouliche (87 rue de Turenne)
  - René Le Pape (150 rue du Temple)
  - Jean-Fernand Lecoq (32 rue Volta)
  - Raymond Legrand (66 rue du Vertbois)
  - Renée Levy (6 rue de Normandie)
  - David Liberman (17 rue Réaumur)
  - Antoine Luitaud (9 rue de Beauce)
  - Raymond Munier (170 rue du Temple)
  - Raoul Naudet (142 rue du Temple)
  - Raymonde Royale (8 rue au Maire)
  - Yves Toudic (2 rue Meslay)
  - Samuel Tyszelman (45 rue de Turenne)